# César de 2013
A 38ª Edição dos Césares (em francês: 38e cérémonie des César) decorreu a 22 de fevereiro de 2013 no Théâtre du Châtelet, na cidade de Paris, França. Os nomeados a esta edição foram revelados a 25 de janeiro de 2013.
A cerimónia foi presidida por Jamel Debbouze e apresentada por Antoine de Caunes.

## Vencedores e nomeados
A cor de fundo       indica os vencedores.

### Melhor filme
| Filme                 | Título no Brasil      | Título em Portugal  | Relizador/Diretor                             |
| --------------------- | --------------------- | ------------------- | --------------------------------------------- |
| Amour                 | Amor                  | Amor                | Michael Haneke                                |
| Les Adieux à la reine |                       | Adeus, Minha Rainha | Benoît Jacquot                                |
| Camille redouble      |                       |                     | Noémie Lvovsky                                |
| Dans la maison        | Dentro da Casa        |                     | François Ozon                                 |
| De rouille et d'os    | Ferrugem e Osso       | Ferrugem e Osso     | Jacques Audiard                               |
| Holy Motors           |                       | Holy Motors         | Leos Carax                                    |
| Le Prénom             | Qual É o Nome do Bebê | O Nome da Discórdia | Matthieu Delaporte Alexandre de la Patellière |

### Melhor realizador/diretor
| Realizador/Diretor | Filme                        | Título no Brasil | Título em Portugal  |
| ------------------ | ---------------------------- | ---------------- | ------------------- |
| Michael Haneke     | Amour                        | Amor             | Amor                |
| Benoît Jacquot     | Les Adieux à la reine        |                  | Adeus, Minha Rainha |
| Noémie Lvovsky     | Camille redouble             |                  |                     |
| François Ozon      | Dans la maison               | Dentro da Casa   |                     |
| Jacques Audiard    | De rouille et d'os           | Ferrugem e Osso  | Ferrugem e Osso     |
| Leos Carax         | Holy Motors                  |                  | Holy Motors         |
| Stéphane Brizé     | Quelques heures de printemps |                  |                     |

### Melhor ator
| Ator                   | Personagem      | Filme                        | Título no Brasil               | Título em Portugal  |
| ---------------------- | --------------- | ---------------------------- | ------------------------------ | ------------------- |
| Jean-Louis Trintignant | Georges         | Amour                        | Amor                           | Amor                |
| Jean-Pierre Bacri      | Damien Hauer    | Cherchez Hortense            |                                |                     |
| Patrick Bruel          | Vincent Larchet | Le Prénom                    | Qual É o Nome do Bebê          | O Nome da Discórdia |
| Denis Lavant           | Monsieur Oscar  | Holy Motors                  |                                | Holy Motors         |
| Vincent Lindon         | Alain Evrard    | Quelques heures de printemps |                                |                     |
| Fabrice Luchini        | Germain Germain | Dans la maison               | Dentro da Casa                 |                     |
| Jérémie Renier         | Claude François | Cloclo                       | My Way - O Mito Além da Música |                     |

### Melhor atriz
| Atriz            | Personagem       | Filme                        | Título no Brasil | Título em Portugal  |
| ---------------- | ---------------- | ---------------------------- | ---------------- | ------------------- |
| Emmanuelle Riva  | Anne             | Amour                        | Amor             | Amor                |
| Marion Cotillard | Stéphanie        | De rouille et d'os           | Ferrugem e Osso  | Ferrugem e Osso     |
| Catherine Frot   | Hortense Laborie | Les saveurs du palais        |                  |                     |
| Noémie Lvovsky   | Camille          | Camille redouble             |                  |                     |
| Corinne Masiero  | Louise Wimmer    | Louise Wimmer                |                  |                     |
| Léa Seydoux      | Sidonie Laborde  | Les Adieux à la reine        |                  | Adeus, Minha Rainha |
| Hélène Vincent   | Yvette Evrard    | Quelques heures de printemps |                  |                     |

### Melhor ator secundário
| Ator                   | Personagem      | Filme             | Título no Brasil               | Título em Portugal  |
| ---------------------- | --------------- | ----------------- | ------------------------------ | ------------------- |
| Guillaume de Tonquédec | Claude          | Le Prénom         | Qual É o Nome do Bebê          | O Nome da Discórdia |
| Samir Guesmi           | Éric            | Camille redouble  |                                |                     |
| Benoît Magimel         | Paul Lederman   | Cloclo            | My Way - O Mito Além da Música |                     |
| Claude Rich            | Sébastien Hauer | Cherchez Hortense |                                |                     |
| Michel Vuillermoz      | pai de Camille  | Camille redouble  |                                |                     |

### Melhor atriz secundária
| Atriz             | Personagem     | Filme            | Título no Brasil      | Título em Portugal  |
| ----------------- | -------------- | ---------------- | --------------------- | ------------------- |
| Valérie Benguigui | Élisabeth      | Le Prénom        | Qual É o Nome do Bebê | O Nome da Discórdia |
| Judith Chemla     | Josépha        | Camille redouble |                       |                     |
| Isabelle Huppert  | Éva            | Amour            | Amor                  | Amor                |
| Yolande Moreau    | mãe de Camille | Camille redouble |                       |                     |
| Edith Scob        | Céline         | Holy Motors      |                       | Holy Motors         |

### Melhor ator revelação
| Ator                 | Personagem    | Filme              | Título no Brasil | Título em Portugal |
| -------------------- | ------------- | ------------------ | ---------------- | ------------------ |
| Matthias Schoenaerts | Ali           | De rouille et d'os | Ferrugem e Osso  | Ferrugem e Osso    |
| Félix Moati          | Victor        | Télé gaucho        |                  |                    |
| Kacey Mottet Klein   | Simon         | L'Enfant d'en haut | Minha Irmã       | Sister - Irmã      |
| Pierre Niney         | Maxime        | Comme des frères   |                  |                    |
| Ernst Umhauer        | Claude Garcia | Dans la maison     | Dentro da Casa   |                    |

### Melhor atriz revelação
| Atriz                 | Personagem | Filme            | Título no Brasil | Título em Portugal |
| --------------------- | ---------- | ---------------- | ---------------- | ------------------ |
| Izïa Higelin          | Louise     | Mauvaise fille   |                  |                    |
| Alice de Lencquesaing | Camille    | Au galop         |                  |                    |
| Lola Dewaere          | Nina       | Mince alors!     |                  |                    |
| Julia Faure           | Louise     | Camille redouble |                  |                    |
| India Hair            | Alice      | Camille redouble |                  |                    |

### Melhor argumento/roteiro original
| Argumentista/Roteirista                                           | Filme                                | Título no Brasil                 | Título em Portugal |
| ----------------------------------------------------------------- | ------------------------------------ | -------------------------------- | ------------------ |
| Michael Haneke                                                    | Amour                                | Amor                             | Amor               |
| Bruno Podalydès Denis Podalydès                                   | Adieu Berthe - L'enterrement de mémé | Adeus Berthe - O Enterro da Vovó |                    |
| Noémie Lvovsky Florence Seyvos Maud Ameline Pierre-Olivier Mattei | Camille redouble                     |                                  |                    |
| Leos Carax                                                        | Holy Motors                          |                                  | Holy Motors        |
| Florence Vignon Stéphane Brizé                                    | Quelques heures de printemps         |                                  |                    |

### Melhor adaptação
| Adaptador                                     | Filme                 | Título no Brasil      | Título em Portugal  |
| --------------------------------------------- | --------------------- | --------------------- | ------------------- |
| Jacques Audiard Thomas Bidegain               | De rouille et d'os    | Ferrugem e Osso       | Ferrugem e Osso     |
| Lucas Belvaux                                 | 38 témoins            |                       |                     |
| Gilles Taurand Benoît Jacquot                 | Les Adieux à la reine |                       | Adeus, Minha Rainha |
| François Ozon                                 | Dans la maison        | Dentro da Casa        |                     |
| Matthieu Delaporte Alexandre de la Patellière | Le Prénom             | Qual É o Nome do Bebê | O Nome da Discórdia |

### Melhor direção de arte
| Diretor de arte    | Filme                 | Título no Brasil               | Título em Portugal  |
| ------------------ | --------------------- | ------------------------------ | ------------------- |
| Katia Wyszkop      | Les Adieux à la reine |                                | Adeus, Minha Rainha |
| Jean-Vincent Puzos | Amour                 | Amor                           | Amor                |
| Philippe Chiffre   | Cloclo                | My Way - O Mito Além da Música |                     |
| Florian Sanson     | Holy Motors           |                                | Holy Motors         |
| Sylvie Olivé       | Populaire             |                                |                     |

### Melhor guarda-roupa
| Figurinista        | Filme                 | Título no Brasil               | Título em Portugal  |
| ------------------ | --------------------- | ------------------------------ | ------------------- |
| Christian Gasc     | Les Adieux à la reine |                                | Adeus, Minha Rainha |
| Pascaline Chavanne | Augustine             |                                |                     |
| Madeline Fontaine  | Camille redouble      |                                |                     |
| Mimi Lempicka      | Cloclo                | My Way - O Mito Além da Música |                     |
| Charlotte David    | Populaire             |                                |                     |

### Melhor fotografia
| Diretor de fotografia | Filme                 | Título no Brasil | Título em Portugal  |
| --------------------- | --------------------- | ---------------- | ------------------- |
| Romain Winding        | Les Adieux à la reine |                  | Adeus, Minha Rainha |
| Darius Khondji        | Amour                 | Amor             | Amor                |
| Stéphane Fontaine     | De rouille et d'os    | Ferrugem e Osso  | Ferrugem e Osso     |
| Caroline Champetier   | Holy Motors           |                  | Holy Motors         |
| Guillaume Schiffman   | Populaire             |                  |                     |

### Melhor montagem
| Montador                            | Filme                 | Título no Brasil | Título em Portugal  |
| ----------------------------------- | --------------------- | ---------------- | ------------------- |
| Juliette Welfling                   | De rouille et d'os    | Ferrugem e Osso  | Ferrugem e Osso     |
| Luc Barnier                         | Les Adieux à la reine |                  | Adeus, Minha Rainha |
| Monika Willi                        | Amour                 | Amor             | Amor                |
| Annette Dutertre Michel Klochendler | Camille redouble      |                  |                     |
| Nelly Quettier                      | Holy Motors           |                  | Holy Motors         |

### Melhor som
| Eng.º de som                                          | Filme                 | Título no Brasil               | Título em Portugal  |
| ----------------------------------------------------- | --------------------- | ------------------------------ | ------------------- |
| Antoine Deflandre Germain Boulay Éric Tisserand       | Cloclo                | My Way - O Mito Além da Música |                     |
| Brigitte Taillandier Francis Wargnier Olivier Goinard | Les Adieux à la reine |                                | Adeus, Minha Rainha |
| Guillaume Sciama Nadine Muse Jean-Pierre Laforce      | Amour                 | Amor                           | Amor                |
| Brigitte Taillandier Pascal Villard Jean-Paul Hurier  | De rouille et d'os    | Ferrugem e Osso                | Ferrugem e Osso     |
| Erwan Kerzanet Josefina Rodriguez Emmanuel Croset     | Holy Motors           |                                | Holy Motors         |

### Melhor música
| Compositor                  | Filme                 | Título no Brasil | Título em Portugal  |
| --------------------------- | --------------------- | ---------------- | ------------------- |
| Alexandre Desplat           | De rouille et d'os    | Ferrugem e Osso  | Ferrugem e Osso     |
| Bruno Coulais               | Les Adieux à la reine |                  | Adeus, Minha Rainha |
| Gaëtan Roussel Joseph Dahan | Camille redouble      |                  |                     |
| Philippe Rombi              | Dans la maison        | Dentro da Casa   |                     |
| Rob Emmanuel d'Orlando      | Populaire             |                  |                     |

### Melhor primeiro filme
| Filme            | Título no Brasil | Título em Portugal | Realizador/Diretor |
| ---------------- | ---------------- | ------------------ | ------------------ |
| Louise Wimmer    |                  |                    | Cyril Mennegun     |
| Augustine        |                  |                    | Alice Winocour     |
| Comme des frères |                  |                    | Hugo Gélin         |
| Populaire        |                  |                    | Régis Roinsard     |
| Rengaine         |                  |                    | Rachid Djaïdani    |

### Melhor filme de animação
| Filme                               | Título no Brasil | Título em Portugal | Realizador/Diretor                            |
| ----------------------------------- | ---------------- | ------------------ | --------------------------------------------- |
| Ernest et Célestine                 |                  |                    | Benjamin Renner Vincent Patar Stéphane Aubier |
| Edmond était un âne                 |                  |                    | Franck Dion                                   |
| Kirikou et les hommes et les femmes |                  |                    | Michel Ocelot                                 |
| Oh Willy                            |                  |                    | Emma de Swaef Marc Roels                      |
| Zarafa                              |                  |                    | Rémi Bezançon Jean-Christophe Lie             |

### Melhor documentário
| Documentário                          | Título no Brasil                     | Título em Portugal | Realizador/Diretor                 |
| ------------------------------------- | ------------------------------------ | ------------------ | ---------------------------------- |
| Les Invisibles                        |                                      |                    | Sébastien Lifshitz                 |
| Bovines ou la vraie vie des vaches    |                                      |                    | Emmanuel Gras                      |
| Duch, le maître des forges de l'enfer | Duch, o Mestre das Forjas do Inferno |                    | Rithy Panh                         |
| Journal de France                     | Diário da França                     |                    | Claudine Nougaret Raymond Depardon |
| Les Nouveaux Chiens de garde          |                                      |                    | Gilles Balbastre Yannick Kergoat   |

### Melhor filme estrangeiro
| Filme              | Título no Brasil   | Título em Portugal   | País           | Diretor/Realizador |
| ------------------ | ------------------ | -------------------- | -------------- | ------------------ |
| Argo               | Argo               | Argo                 | Estados Unidos | Ben Affleck        |
| Bullhead           |                    |                      | Bélgica        | Michaël R. Roskam  |
| Laurence Anyways   | Laurence Anyways   | Laurence para Sempre | Canadá         | Xavier Dolan       |
| Oslo, 31. august   |                    | Oslo, 31 de Agosto   | Noruega        | Joachim Trier      |
| The Angels' Share  |                    |                      | Reino Unido    | Ken Loach          |
| En kongelig affære | O Amante da Rainha | Um Caso Real         | Dinamarca      | Nikolaj Arcel      |
| À perdre la raison |                    |                      | Bélgica        | Joachim Lafosse    |

### Melhor curta-metragem
| Curta-metragem                   | Realizador/Diretor |
| -------------------------------- | ------------------ |
| Le cri du homard                 | Nicolas Guiot      |
| Ce n'est pas un film de cow-boys | Benjamin Parent    |
| Ce qu'il restera de nous         | Vincent Macaigne   |
| Les meutes                       | Manuel Schapira    |
| La Vie parisienne                | Vincent Dietschy   |

### César Honorário
O César Honrário foi entregue por Michel Hazanavicius a Kevin Costner, por toda a sua carreira.

## Prémios e nomeações múltiplas

### Nomeações múltiplas
13: Camille redouble
10: Les Adieux à la reine e Amour
9: Holy Motors e De rouille et d'os
6: Dans la maison
5: Le Prénom, Populaire e Cloclo
4: Quelques heures de printemps
2: Comme des frères, Louise Wimmer, Augustine e Cherchez Hortense

### Prémios múltiplos
5: Amour
4: De rouille et d'os
3: Les Adieux à la reine
2: Le Prénom

### Os grandes perdedores
0 / 13: Camille redouble
0 / 9: Holy Motors